# 黄热病
黃熱病（ 英語：yellow fever）是一种蚊为媒介，在灵长类动物之间传播的感染性疾病，其病原為黄热病病毒，感染后以发热、黄疸、蛋白尿和出血为特征。此病因黃疸及发热，故名“黄热”。
黃熱病屬於一種急性病毒病，症狀通常包括發燒、冷顫、食慾下降、噁心、肌肉痛（特別是背部）與頭痛。症狀通常在發病5天內會改善；有些病人會在症狀改善1到2天後，發燒再度發生，出現腹痛，肝臟損傷導致黃疸，這類病患併發出血和腎衰竭的風險較高。

## 别称
黄热病有许多异名，如：“黃傑克”（yellow jack）、“黄瘟疫”（yellow plague）、黑嘔（西语：vómito negro）、美洲瘟疫（the American Plague）。英语 jack 为船首旗之义，yellow jack/flag 则为检疫旗，其历史源于黄旗是用于识别因疾病而需要隔离（quarantined）的船舶（旗帜代表字母“Q”）。西语 vómito negro 为黑色呕吐之义，此因黄热病引发的出血倾向，可使口、鼻、眼和胃肠道出血，进入胃部的血中铁离子遇到胃酸发生还原反应呈现黑褐色，进而产生黑色呕吐物。

## 感染源
黃熱病从林中猴子向人或人际之间的传染，蚊子是主要的介导者。非洲的辛普森伊蚊、埃及伊蚊，以及趋血蚊属和煞蚊属（Sabethes）都牵涉其中。
黃熱病本身則是一種黃病毒科的蟲媒病毒——黃熱病毒引起的，此病毒是人类历史上发现的第一个人类病毒（发现的第一个病毒是煙草鑲嵌病毒）。也是第一个证实由蚊子进行传播的病毒，是最小的人外核糖核酸病毒之一，主要的傳播方式是蚊蟲叮咬。黃熱病只會感染人類、靈長類、白鼠、以及數種蚊蟲。在都市中，主要的黃熱病病媒蚊是埃及斑蚊。患黃熱病初期的症狀相當不容易與其他疾病分辨，若要確認，通常需要採取血液檢體接受聚合酶連鎖反應試驗。

## 症狀
从不明显的感染到伴随高死亡率的烈性高烧，病情并不相同，城乡有别，城镇和非本地人案例往往更严重。
经过3至6日的潜伏期后，典型的症状是发烧、肌肉疼痛、头痛和背痛。其他如红舌、红脸、红眼，亦容或有之。在約15%的病例中，甚至牵连到内脏——肝、肾和心。也有的出现消化管道出血（吐血）现象。随后病情可能因伴随肝功能衰竭的黄疸和/或伴随蛋白尿症的肾功能不足而变得复杂。如果继续恶化，会跟着发生精神错乱、痉挛（seizures）和昏迷、低血压和脱水也是常有的，此階段會導致死亡，約為20%。因此整體的死亡率约為3％，但個別地區的整體死亡率可高達50％。病死者在发病后的六至七天内常常这样。
由於黃熱病的死亡率高及傳染性強，已納入世界衛生組織規定之檢疫傳染病之一。

## 预防
对付黄热病的一种疫苗已被研制出来。该疫苗可提供十年多的免疫能力，能特效地保护到感染地区旅行的人们，同时也是控制此病的一大工具。杀虫剂、防护衣和隔离房屋是有用的，但并非永远足够。在感染地区，控制蚊虫已被证明是减少病例的有力手段。
目前已有安全有效的黃熱病疫苗，有些國家會要求旅客入境前需接種；其他預防感染措施包括減少病媒蚊等。在缺乏疫苗的流行區域，預防黃熱病爆發疫情很重要的是早期診斷及廣泛施打疫苗增加具免疫力之族群。一旦被感染，目前沒有有效對抗黃熱病毒的方法，處置以支持性療法為主。病情嚴重的病患若無處置死亡率約達五成。

### 公共卫生
一些国家法律规定到有地方病的地区的旅行者必须接种疫苗。只有少数几种疾病有此“殊荣”，黄热病是其一，世界衛生組織於1959年起制定俗稱「黃皮書」的國際疫苗接種證書，由各國衛生機構簽發。这些国家对来自黄热病地区而不能出示黃皮書证明自己已接种疫苗的人通常也有规定要求进行检疫。这是因为传播此病的介导之一——伊蚊，存在于这个世界的其他热带地区（这些地区并不以黄热病为地方病），而如果疾病不注意被带进来，将具潜在爆发性。

## 治疗
特效药尚未问世，因之接种疫苗是重要的。治疗只是症状性缓解，聊加支援而已。在严重的情况下，大多需要更换体液、应付血压过低和输入血类物质。若导致急性肾衰竭，还可能必须进行透析。一个烧热患者需要进行长时休息，呼吸新鲜空气，饮用大量流体。

## 流行病学
黃熱病源自非洲，17世紀時因奴隸貿易傳往美洲，並在歐美非三洲都爆發過大流行，直到18、19世紀，黃熱病都還被視為最危險的疾病之一。現在黃熱病每年感染約20萬人，並造成3萬人死亡（近九成發生在非洲）。有十億人口生活在黃熱病疫區，包括位處於熱帶的南美洲與非洲，但亞洲則沒有。自1980年代起，雖然早已有了特效疫苗黃熱病感染數再次開始上升，推測是由於具免疫力的人口減少、都市化造成人口密度提升、便利的人口移動、以及氣候變遷。

## 历史
在美洲和加勒比海岸历史上，黄热病扮演了几次重要的角色。19世纪初，一支由法兰西第一执政官拿破仑·波拿巴派往海地镇压海地革命的40,000人的军队，就被一场正流行的黄热病摧残（包括这支远征军的司令官和波拿巴的妹夫查尔斯·黎克勒）。一些历史学家相信海地是美国通过路易斯安那（时仍为法国所掌控）入侵的分段点。
另外，修建巴拿马运河時，由於大批工人死於黃熱病而未能完工。在整頓施工環境、撲滅病媒蚊並使用黄热病疫苗後第二次修筑运河才順利完工。
1937年，南非病毒学家马克斯·泰累尔通过白鼠一代代感染，获得了减毒疫苗。为此荣获1951年诺贝尔奖。

## 参看
- 登革热
- 沃尔特·里德
- 野口英世 (日本医生,细菌学家,因研究此病而染病死亡)

## 外部連結
- 微生物免疫學-Flaviviridae(黃病毒科) （页面存档备份，存于）
- 世界卫生组织关于黄热病的网页 （页面存档备份，存于）